# Klara Buda
Pour les articles homonymes, voir Buda.
Klara Buda, née le 13 mai 1964 à Elbasan en Albanie, est une romancière, essayiste et journaliste française d'origine albanaise.

## Biographie
Diplômée en Histoire de l’Art de l'École pratique des hautes études de Paris, et docteur en médecine vétérinaire ayant refusé d'exercer, Klara Buda débute comme pigiste à la BBC et puis à Radio France internationale. Elle travaille dans la Division de la Communication CII/COM, UNESCO en 1998, et à partir 1999 devient journaliste spécialisé à RFI et chef d’édition en 2005. Elle est nommée rédactrice en chef en 2006 et a dirigé la rédaction albanaise de RFI jusqu’au 2010.
Son premier roman, Chloroforme, est marqué par les questions d’identité et d’exploration du rôle des individus libres dans les systèmes totalitaires. Elle y décrit ce qu’elle appelle « des îlots de liberté intérieure », qui varient d’un individu à l’autre mais qui aident chacun d’entre eux à survivre, malgré la dictature.
Diplômée de l’Histoire de l’Art et de Médecine Vétérinaire son écriture sonde les relations entre l’humain et l’absence de l’humain. Ses personnages sont souvent des individus qui se déchirent entre leurs aspirations humanistes et leurs pulsions animales.
Klara Buda a mené une recherche universitaire sur l'œuvre de Mitrush Kuteli (1907-1967) l'un des prosateurs les plus célèbres de la littérature albanaise qui fut frappé d'interdiction de son vivant. On lui doit ainsi la traduction française de Mon village sait boire le raki (récit) et une biographie. Son travail sur Dhimitër Pasko, connu sous son nom de plume Mitrush Kuteli, apporte une analyse nuancée sur cet auteur, quant à sa technique du récit court, destiné à être conté, en s'attachant particulièrement à l'art de "l’écrit comme on parle", comme origine de l’écriture radiophonique, telle qu'elle l'a enseignée à des dizaines de jeunes journalistes radio à Skopje, Ohrid et Tirana.
En 2010 RFI, lui accorde un financement pour étudier Creative writing aux États-Unis. Elle étudie l'écriture de scénarios et travaille en collaboration avec Truby's writer studio à Los Angeles, dans un projet de scenario de fiction sur son roman Chloroforme. En 2011, elle fonde à New York, Beratinus Studio, Tv and Film Production et en 2013, KlaraBudaPost.com, un journal en ligne pour promouvoir le journalisme éthique et citoyen.